# Astreopora eliptica
Astreopora eliptica là một loài san hô trong họ Acroporidae. Loài này được Yabe & Sugiyama mô tả khoa học năm 1941.